# Emile Briner
Emile Briner (* 20. Februar 1879 in Carouge bei Genf; † 11. April 1965 in Genf) war ein Schweizer Chemiker.
Briner studierte Chemie an der Universität Genf und wurde dort 1902 bei Philippe-Auguste Guye promoviert.  1903 habilitierte er sich in Bern in Physikalischer Chemie und wurde Privatdozent in Genf. Dort wurde er 1918 ausserordentlicher Professor für Technische Chemie und 1922 ordentlicher Professor für theoretische und technische Chemie. 1954 wurde er emeritiert.
Er befasste sich mit Salzelektrolyse, heterogenen Gleichgewichten (wie Phosphor-Chlor), Peroxidation von Stickoxiden und befasste sich insbesondere mit Ozon. 1937 entwickelte er eine Methode, Ozon auch in sehr geringer Konzentration zu quantitativ nachzuweisen und entdeckte die katalytische Wirkung von Ozon bei Oxidation organischer Verbindungen. Ab 1950 befasste er sich mit dem Ozonkreislauf in der Natur.
1937 erhielt er die Lavoisier-Medaille und seit 1947 auswärtiges Mitglied der Académie des Sciences. Er war Ehrendoktor in Basel, Brüssel und an der Sorbonne.